# Kostel Saint-Pierre-de-Montrouge
Kostel Saint-Pierre-de-Montrouge (tj. svatého Petra v Montrouge) je katolický farní kostel ve 14. obvodu v Paříži. Nachází se na trojúhelníkovém pozemku mezi Avenue du Maine, Avenue du Général-Leclerc a Place Victor-et-Hélène-Basch. Kostel je zasvěcen svatému Petrovi a je pojmenovaný podle bývalé obce Montrouge.

## Historie
Území patřilo původně k obci Montouge. V roce 1838 zde byla postavena jednoduchá kaple zasvěcená svatému Petrovi. Tato kaple se nacházela severně od dnešního kostela v prostoru mezi ulicemi Rue Thibaud a Passage Rimbaud. V roce 1848 bylo rozhodnuto o stavbě většího kostela, ale k realizaci chyběly finanční prostředky.
V roce 1860 bylo území připojeno k Paříži a stavba kostela byla zahájena v roce 1863 v rámci přestavby Paříže za prefekta Hausmanna podle plánů architekta Josepha Augusta Émila Vaudremera (1829–1914) v novorománském slohu. Financování stavby převzal francouzský stát. Stavba byla téměř dokončena v roce 1870, ale během prusko-francouzské války se kostel nacházel blízko frontové linie a sloužil jako polní lazaret. Definitivně byl kostel dokončen v roce 1872.
Kostel je od roku 1982 chráněn jako historická památka.

## Architektura
Kostel je inspirován románskými stavbami 11. a 12. století. Kvůli velikosti pozemku architekt Vaudremer navrhl dlouhou loď se širokým, ale krátkým transeptem. V průčelí se nachází úzký portál s 58 metrů vysokou věží. Sedmdesát metrů dlouhá loď končí apsidou, na kterou jsou napojeny dvě kaple. Další kaple se nacházejí na obou koncích transeptu.

## Vybavení
Podlaha je zdobená mozaikami upomínající na raně křesťanské baziliky a mající předobraz u římských kostelů Santa Maria Maggiore a svatého Pavla za hradbami. V průsečíku hlavní lodi a transeptu se nachází oltář, nad kterým se nachází ciborium na čtyřech sloupech.
Malby v kostele představují sv. Josefa a sv. Jana v kaplích transeptu. Obrazy z roku 1869 na zlatém podkladu Eugèna Capella odkazují na byzantský vzor. V apsidě se nachází mozaika žehnajícího Krista. Okna jsou zdobena vitrážemi, které ukazují výjevy ze života Krista a Panny Marie.
Kostel má dvoje varhany – hlavní a chórové.